# .ad
.ad ist die länderspezifische Top-Level-Domain (ccTLD) des Fürstentums Andorra. Sie wurde am 9. Januar 1996 eingeführt und wird von der Andorra Telecom verwaltet, die sich in Staatsbesitz befindet.

## Eigenschaften
Nur andorranische Staatsbürger und Unternehmen sind berechtigt, eine .ad-Adresse zu registrieren. Registrierungen werden in der Regel auf zweiter Ebene vorgenommen, es dürfen maximal drei Adressen registriert werden. Jede Registrierung wird einzeln von der andorranischen Regierung geprüft. Eine .ad-Domain darf insgesamt zwischen zwei und 63 Zeichen lang sein, die Verwendung von Sonderzeichen wird nicht unterstützt.

## Sonstiges
Im Zuge der Einführung neuer Top-Level-Domains wollte der Internetkonzern Google Inc. die Domain .and für Andorra registrieren. Da es sich bei der Abkürzung um einen ISO-3166-1-Code handelt, wurde die Bewerbung im September 2012 zurückgezogen. Somit wird .and absehbar nicht als Alternative zu .ad eingeführt werden.